# Флорел-Сити (Флорида)
Флорел-Сити (англ. Floral City) — статистически обособленная местность, расположенная в округе Ситрус (штат Флорида, США) с населением в 4989 человек по статистическим данным переписи 2000 года.

## География
По данным Бюро переписи населения США статистически обособленная местность Флорел-Сити имеет общую площадь в 64,49 квадратных километров, из которых 60,35 кв. километров занимает земля и 4,14 кв. километров — вода. Площадь водных ресурсов округа составляет 6,42 % от всей его площади.
Статистически обособленная местность Флорел-Сити расположена на высоте 19 м над уровнем моря.

## Демография
По данным переписи населения 2000 года в Флорел-Сити проживало 4989 человек, 1473 семьи, насчитывалось 2180 домашних хозяйств и 2664 жилых дома. Средняя плотность населения составляла около 77,36 человек на один квадратный километр. Расовый состав населённого пункта распределился следующим образом: 96 % белых, 1,6 % — чёрных или афроамериканцев, 0,36 % — коренных американцев, 0,14 % — азиатов, 0,04 % — выходцев с тихоокеанских островов, 1,14 % — представителей смешанных рас, 0,38 % — других народностей. Испаноговорящие составили 2,6 % от всех жителей статистически обособленной местности.
Из 2180 домашних хозяйств в 20,4 % воспитывали детей в возрасте до 18 лет, 56,7 % представляли собой совместно проживающие супружеские пары, в 7,1 % семей женщины проживали без мужей, 32,4 % не имели семей. 27,8 % от общего числа семей на момент переписи жили самостоятельно, при этом 16,7 % составили одинокие пожилые люди в возрасте 65 лет и старше. Средний размер домашнего хозяйства составил 2,25 человек, а средний размер семьи — 2,69 человек.
Население статистически обособленной местности по возрастному диапазону по данным переписи 2000 года распределилось следующим образом: 20,3 % — жители младше 18 лет, 4,5 % — между 18 и 24 годами, 20,5 % — от 25 до 44 лет, 25,4 % — от 45 до 64 лет и 29,2 % — в возрасте 65 лет и старше. Средний возраст жителей составил 49 лет. На каждые 100 женщин в Флорел-Сити приходилось 92,3 мужчин, при этом на каждые сто женщин 18 лет и старше приходилось 91,6 мужчин также старше 18 лет.
Средний доход на одно домашнее хозяйство статистически обособленной местности составил 28 180 долларов США, а средний доход на одну семью — 33 404 доллара. При этом мужчины имели средний доход в 26 972 доллара США в год против 22 348 долларов среднегодового дохода у женщин. Доход на душу населения статистически обособленной местности составил 28 180 долларов в год. 10,7 % от всего числа семей в населённом пункте и 15,1 % от всей численности населения находилось на момент переписи населения за чертой бедности, при этом 22,6 % из них были моложе 18 лет и 7,5 % — в возрасте 65 лет и старше.